# Park Wygoda w Sosnowcu
Park Wygoda – teren zielony pokryty drzewostanem uznany za park gminny o powierzchni 3,3 ha, znajdujący się w sosnowieckiej dzielnicy Modrzejów u zbiegu ulic Wygoda i Powstańców. Park obejmuje działki nr: 1792, 1795 oraz części działek nr: 2343, 2720 obręb geodezyjny 0012 Sosnowiec.
Park przez ul. Powstańców sąsiaduje z lasem sosnowym, stanowiącym kompleks Rybaczówka.